# 曾宇瑷
曾宇瑷（暱稱：U，本名：曾馨嬅，1990年7月5日—），文化大學畢業，台灣女性模特兒及演員，2012年以「U」為藝名闖蕩日本演藝圈，曾經參演《BAD BOY J》、《黑執事》等電影，2013年出版性感写真引起大眾關注。

## 作品

### 電影
- 《BAD BOY J》
- 《黑執事》

### 主持節目
- WakuWaku Japan：
  - 《明天去哪裡!? 高知》（外景主持）

## 寫真集
- 《How are U !?》

## 外部連結
- 曾宇瑷的Facebook專頁